# Джентилин, Жозеф
Жозеф Джуниор Джентилин (итал. Josep Junior Gentilin; род. 19 мая 2000, Триссино, Венеция) — итальяно-бразильский игрок в пляжный футбол. Выступает за сборную Италии. Участник двух чемпионатов мира (2019, 2024).

## Биография
Родился в Триссино (провинция Виченца). Отец — итальянец, а мать — бразильянка. Начал играть в пляжный футбол в шесть лет в Бразилии, куда переехали его родители. Имеет гражданства Италии и Бразилии. В 2018 году Джентилин вернулся в Италию. Большую часть года Джентилин проводит в Тоскане, а а зимой отправляется в Бразилию, где защищает цвета клуба «Васко да Гама».
В Италии представлял клубы «Самбенедеттезе», «Катания» и «Пиза». Кроме того, играл за «Спартак» (Россия) и «Артур Мьюзик» (Украина).
Вызывался в стан сборной Бразилии до 20 лет, с которой выступил в Южноамериканской лиге 2017 года. Дебют в сборной Италии состоялся в 2017 году на турнире Inter Cup в Санкт-Петербурге (3 место). В 2019 году получил награду «восходящая звезда» от Всемирной организации пляжного футбола, а в 2021 году попал в число 100 лучших пляжных футболистов мира. На чемпионате мира впервые сыграл в 2019 году в Парагвае (второе место). Участник мундиаля 2024 года в ОАЭ. Признавался лучшим игроком матчей группового этапа с США и Египтом, а также полуфинала с Белоруссией.
По состоянию на февраль 2024 года забил за сборную Италии 31 гол в 75 матчах.

## Достижения
Сборная Италии
- Финалист чемпионата мира: 2019

На клубном уровне
- Чемпион Италии: 2022 (Пиза)[1], 2024 (Катания)[13]
- Серебряный призёр чемпионата Италии: 2018 (Самбенедеттезе)[14]
- Обладатель Кубка Италии: 2022 (Пиза)[1]
- Финалист Мундиалито: 2019 (Катания)[6]
- Финалист Кубка России: 2019 (Спартак)[4]